# Hyacinthe Arrighi de Casanova
Pour les articles homonymes, voir famille Arrighi de Casanova, Arrighi et Casanova (homonymie).
Hyacinthe, baron Arrighi de Casanova (3 mars 1748 - Corte † 24 février 1819 - Corte) est un magistrat, haut fonctionnaire et homme politique français, d'origine corse, des XVIIIe et XIXe siècles.

## Biographie
Frère d'Antoine-Louis, cousin germain, par alliance, de Maria Letizia Ramolino, mère de Napoléon Bonaparte, Hyacinthe Arrighi, était en 1773, avocat au Conseil supérieur de la Corse, d'où il passa dans la magistrature.
À l'avènement de Louis XVI, il fut du nombre des commissaires envoyés en France par cette île.
À partir de 1782, on le voit successivement député des États de la Corse à la cour de France, procureur du roi à Vico royal à Cervione, commissaire du roi près le tribunal criminel de Bastia (1790), membre, puis président de l'administration centrale du département du Golo, et commissaire du Directoire exécutif près la même administration (7 vendémiaire an VI (28 septembre 1797)).
En février 1783, un arrêt du Conseil supérieur de la Corse le reconnaît noble ainsi que sa famille de Corte. En mai 1789, il participe, dans la juridiction de Corte, aux assemblées de la noblesse.
Opposé aux projets de Pascal Paoli, il fut exilé avec sa famille, pendant l'occupation de sa patrie par les Anglais.
Il entra, le 8 pluviôse an VIII (28 janvier 1800), au Corps législatif comme député du Golo, fut nommé le 19 germinal an XI préfet du département du Liamone, membre de la Légion d'honneur le 25 prairial an XII (14 juin 1804), et officier du même ordre le 30 juin 1811.
C'est dans l'exercice de ces fonctions qu'il eut à s'opposer, en 1809, au général Joseph Morand sur la manière dont il traita les conjurés de la conspiration d'Ajaccio.
En 1810, il représente le département du Liamone au mariage de Napoléon Ier et l'Impératrice Marie-Louise.
Les deux départements corses ayant été réunis en un seul, il devint préfet de la Corse le 16 juillet 1811, et fut destitué en 1814, au retour des Bourbon.
Après avoir fait partie de la junte organisée en Corse en 1815 puis à la nouvelle du retour de l'Île d'Elbe, il disparut de la vie politique.

## Mandats et fonctions
- Président de l’administration centrale du Golo ;
- Commissaire du Directoire exécutif près l’administration centrale du Golo (7 vendémiaire an VI) ;
- Député du Golo au Corps législatif (8 pluviôse an VIII) ;
- Préfet du Liamone (nommé le 19 germinal an XI, installé le 10 prairial an XI ;
- Préfet de la Corse (nommé le 16 juillet 1811 et installé à Ajaccio le 20 août 1811) ;
- Membre de la junte de Corse en 1815.

## Vie familiale
Fils du légitime mariage (1732) de Giovan-Tomaso Arrighi de Casanova et de Marie-Anne Biadelli, Hyacinthe Arrighi épousa, le 12 septembre 1774, Marie-Antoinette Benielli di Favaro (fille de Giacinto Benielli di Favaro et Marianne Pietrasanta). Ensemble, ils eurent :
1. Jean-Thomas (8 mars 1778 - Corte † 22 mars 1853 - Paris), général de brigade (1807), général de division (1809), inspecteur général de la cavalerie, commissaire extraordinaire de l'Empereur (gouverneur) en Corse (Cent-Jours), député de la Corse à l'Assemblée nationale législative de 1849, gouverneur des Invalides et sénateur (1852), 1er duc de Padoue (1808), pair de France (Cent-Jours), grand cordon de la Légion d'honneur, marié, le 25 février 1812, avec Anne Rose Zoé de Montesquiou Fezensac (avril 1792 - Paris † 14 juin 1817 - Trieste), fille de Henri (3 janvier 1768 - Paris † 27 juin 1844 - Tours) 1er comte de Montesquiou Fezensac et de l'Empire (14 février 1810) et d'Augustine Dupleix de Bacquencourt[5] (1772 † 1797), dame du palais de l'impératrice Marie-Louise (après 1810-1814), dont :
  1. Marie-Louise Antoinette (21 décembre 1812 - Anvers † 2 juin 1866 - en son château de Fontenay-lès-Briis), mariée avec Edouard-James Thayer (19 mai 1802 - Paris † 11 novembre 1859 - Fontenay-lès-Briis), polytechnicien, directeur général des Postes (1848), conseiller d'État (1852) et sénateur (1853-1859) ;
  2. Ernest Louis Henri Hyacinthe (26 novembre 1814 - Paris † 27 mars 1888 - Paris), 2e duc de Padoue (1853), préfet de Seine-et-Oise (1849), maître des requêtes au Conseil d'État, conseiller d'État (1852), sénateur (1853), et vice-président du Sénat, secrétaire d'État, ministre de l'Intérieur (1859), député de la Corse (arrondissement de Calvi, 1876-1881), grand-croix de la Légion d'honneur. Marié le 16 septembre 1842 avec Elise Honnorez (20 février 1826 - Mons † 1er novembre 1876 - Courson-Monteloup), il tomba veuf, mais se remaria, en 1877, avec Marguerite (1844 † 1928) fille de l'amiral de France Armand Joseph Bruat. De son premier mariage, il eut :
    1. Marie Adèle Henriette (11 septembre 1849 - Ris-Orangis † 19 décembre 1929 - Paris), mariée, le 16 mai 1870, avec Georges Ernest Maurice de Riquet (10 avril 1845 - Paris † 28 septembre 1931 - Courson-Monteloup), duc de Caraman[6], dont postérité.

## Armoiries
| Figure | Blasonnement |
|        | Armes des Arrighi de Casanova D'azur, à un bras senestre d'or, naissant d'une tour du même, tenant une clef d'argent soutenue des pattes de devant d'un lion d'or., |